# The Witcher 3: Wild Hunt – Hearts of Stone
The Witcher 3: Wild Hunt – Hearts of Stone (polnischer Originaltitel: Wiedźmin 3: Dziki Gon – Serca z Kamienia, deutsch: Der Hexer 3: Wilde Jagd – Herzen aus Stein) ist die erste Erweiterung des polnischen Entwicklerstudios CD Projekt RED zum Action-Rollenspiel The Witcher 3: Wild Hunt. Es wurde am 13. Oktober 2015 veröffentlicht.
Wie das Hauptspiel basiert Hearts of Stone auf der Hexer-Romanreihe des polnischen Schriftstellers Andrzej Sapkowski. Unabhängig vom Hauptspiel erzählt es aber eine eigenständige Geschichte.

## Handlung
Infolge eines Hexerauftrages von einem Anschlagbrett bei der Taverne „Sieben Katzen“ trifft Geralt von Riva auf den mysteriösen Bandenanführer Olgierd von Everec. Dieser beauftragt Geralt, ein riesiges Krötenmonster zu töten, das sich in der Kanalisation der Stadt Oxenfurt aufhält. Um diese Kröte kommen Geralt verschiedene Gerüchte zu Ohren. In Oxenfurt trifft er auf eine alte Freundin, die Medizinerin Shani, die ihm bei seinem Unternehmen beisteht. Geralt erschlägt schließlich die Kröte, die sich dann in einen nackten Menschen verwandelt – einen verfluchten Ophiri-Prinzen. Ophirische Wachen nehmen Geralt nach seiner Tat gefangen und verfrachten ihn nahe Novigrad auf ein Schiff, wobei er nach Ophir, einem weit entfernten Land im Süden, gebracht und in einigen Wochen für den Tod des Prinzen hingerichtet werden soll. Im Kerker des Schiffes erscheint ihm der zwielichtige Gaunter O'Dim. Dieser besitzt offenbar bemerkenswerte, übernatürliche Kräfte, kann von Geralt aber schlecht eingeschätzt werden. Gaunter, auch bekannt als „Mann des Glases“ oder „Spiegelmeister“, bietet Geralt an, ihn aus seiner misslichen Lage zu befreien. Dafür verlangt er jedoch einen Gefallen. Geralt soll Olgierd von Everec, der einen Pakt mit Gaunter hat, drei Wünsche erfüllen. Geralt willigt ein und wird dann an der linken Schläfe mit einem magischen Mal gezeichnet, damit er seine Aufgabe nicht vergisst. Gaunter beschwört einen Sturm herauf und lässt das Schiff sinken. Geralt wird so unversehrt an einen Strand gespült.
Geralt sucht Olgierd auf und stellt fest, dass dieser offenbar unsterblich ist. Olgierd experimentierte mit Übernatürlichem und schloss einen Pakt mit Gaunter, der ihm drei Wünsche gewährte. Neben Pakten, so hat Gaunter auch eine Vorliebe für Rätsel, Wortspiele und geistige Duelle. Ein Merkmal ist dabei, dass er niemals lügt, und dass er erfüllt, was man sich wünscht, nicht unbedingt, was man will. Olgierd wünschte sich seine große Liebe Iris, die aufgrund seiner Armut und schlechtem Leumund jedoch mit dem ophirischen Prinzen vermählt werden sollte. Gaunter verwandelte diesen daher in diese Kröte. Olgierd wünschte sich zudem, seiner Armut zu entkommen, was, zu Olgierds Leidwesen, dazu führte, dass sein Schwiegervater seine Schulden übernahm. Der letzte Wunsch Olgierds lautete, auf „ewig zu leben als gäbe es kein Morgen“, einschließlich Unsterblichkeit für ihn und Iris. Der Kontrakt mit Gaunter sah zudem vor, dass dieser nur Zugriff auf seine Seele erhält, wenn ihm dieser drei weitere Wünsche erfüllt, und er dann auf dem Mond stünde.
Der Pakt mit Gaunter brachte ihm Unsterblichkeit, aber um den Preis seiner Emotionen. Olgierd besitzt also nun ein „Herz aus Stein“. Er gesteht Geralt, für den Fluch, der auf dem Prinzen lag, verantwortlich gewesen zu sein. Dieser sollte mit Iris, seiner großen Liebe, vermählt werden. Selbst aus ärmlichen Verhältnissen stammend, musste Olgierd daher so den Konkurrenten aus dem Weg räumen, um den wohlhabenden Vater der Braut überzeugen zu können. Nachdem Olgierd von Geralts Verbindung zu Gaunter erfährt, nennt er diesem seine drei Wünsche. Er soll seinen Bruder Vlodimir für eine Nacht unterhalten, er soll sich an der Borsodi-Familie rächen, indem er Maximilian Borsodis Haus stiehlt und er soll ihm die Rose bringen, die er einst Iris zum Geschenk machte. Diese drei Wünsche, die laut Gaunter unmöglich sein sollen, stellen Geralt vor Rätsel. Denn Vlodimir und Iris sind beide seit Jahren tot, die Rose längst vergangen. Gaunter sagt Geralt jedoch seine Hilfe zu, mit dem Hinweis, stets ein Auge auf Geralt zu haben.
Geralt sucht die Familiengruft der von Everecs auf. Er beschwört darin den Geist von Vlodimir und erzählt diesem von Olgierd und dessen Wunsch. Vlodimir sagt zu und durch Gaunters Hilfe ist es diesem möglich, für eine Nacht Geralts Körper zu übernehmen. Geralt behält zwar sein Bewusstsein in seinem Körper, muss sich diesen aber nun mit Vlodimir teilen. In des Hexers Körper besucht Vlodimir eine Hochzeit, einer Einladung von Shani folgend. Als extrovertierter Lebemann genießt Vlodimir so verschiedene Freuden auf dieser Feier. Der Wunsch gilt als erfüllt und der Geist verlässt, widerwillig zwar, wieder Geralts Körper.
Der reiche Borsodi besitzt ein gesichertes Auktionshaus in Oxenfurt. Das Haus befindet sich dabei in der Schatzkammer. Geralt verbündet sich mit einem mysteriösen Fremden und plant mit diesem einen Einbruch in das Auktionshaus. Dabei kann Geralt zwischen verschiedenen Vorgehensweisen wählen und wirbt, mit der Aussicht auf Schätze, weitere Mitglieder an, wie eine elfische Akrobatin und Meisterdiebin, einen zwergischen Sprengmeister oder einen meisterlichen Schlossknacker. Der Einbruch verläuft zwar nicht nach Plan, aber Geralt gelangt in die Schatzkammer und findet das Haus. Es stellt sich heraus, dass es sich bei dem Fremden um Ewald Borsodi, den Bruder von Horst, handelt, welcher von diesem enterbt wurde und von da an ein Leben in Armut führte. Bei Max Borsodis Haus handelt es sich um eine Schatulle mit dessen Testament, der keinem seiner Söhne Erbe hinterlassen wollte. Geralt kann sich entscheiden, auf wessen Seite er sich stellt, der jeweils andere Bruder kommt dann ums Leben. Je nachdem, ob nun Ewald oder Horst oder keiner überlebt hat, gelangt Geralt an das Testament. Der Wunsch gilt als erfüllt, da der Tod eines oder beider Borsodis oder die künftige Armut dieser, Olgierds Rache entsprechen. Die Borsodis trieben einst die verschuldeten von Everecs aus ihrem Haus, nahmen ihnen alles, was die Familie in Armut und Tod führte.
Um den letzten Wunsch zu erfüllen, reist Geralt zum einst prächtigen, inzwischen aber völlig verfallenen Anwesen von Olgierd und Iris. Im Schlafzimmer findet Geralt im Bett die skelettierte Leiche von Iris vor, nachdem ihr rachsüchtiger Geist ihn zuvor mehrmals im Haus attackierte. Er bestattet das Skelett im Garten in der Hoffnung, dem Geist so Ruhe geben zu können. Durch übernatürliche Kräfte, auch unter dem Rat zweier Geistertiere, einem schwarzen Hund und einer schwarzen Katze, gelangt Geralt durch Gemälde, Iris war leidenschaftliche Malerin, in ein Abbild der Vergangenheit des Anwesens, sowie von Olgierd und Iris. Er erkundet die tragische Geschichte des Paares. Durch sein Herz aus Stein konnte Olgierd Iris nicht mehr lieben. Er konnte nichts mehr empfinden, weder Liebe, noch Hass, weder Freude, noch Trauer. Iris versank deshalb in Verzweiflung und Einsamkeit. Zu Iris' Gesellschaft erschuf Olgierd, der ja mit Übernatürlichem experimentiere, ihr die Geistertiere zur Gesellschaft. Zudem einen dämonischen „Gärtner“, den „Pedell“, der Iris beschützen und Eindringlinge fernhalten sollte. Voller Trauer starb Iris schließlich an gebrochenem Herzen. In dieser Vergangenheit gelangt Geralt an die noch blühende Rose, womit auch dieser Wunsch erfüllt ist. Er kann sich jedoch auch entscheiden, Iris die Rose zu überlassen, ihr letztes Andenken an Olgierd und das Einzige, das sie noch „unsterblich“ in dieser Welt hält.
Durch Studien in Oxenfurt und der Hilfe von Shani und einem Professor erfährt Geralt, dass es sich bei Gaunter vermutlich um eine uralte Manifestation des Bösen handelt. Dieser gewährt Wünsche für den Tausch der Seele, bestraft und verflucht aber auch vor allem unredliche und unmoralische Menschen. Da Olgierds Wünsche nun erfüllt sind, findet er Zugriff auf dessen Seele. Dabei überlistet Gaunter Olgierd, indem er ihn vor einem alten Tempel trifft, auf einem, zunächst von Staub und Schmutz verdeckten, Mondmosaik. Geralt kann sich dabei nun aus diesem Pakt heraus halten, was mit dem Raub von Olgierds Seele und dessen Tod endet. Dafür wird er von Gaunter großzügig nach Wunsch entlohnt. Beispielsweise kann Geralt sich einen besonderen Sattel oder eine Schüssel mit Essen wünschen, welche niemals leer wird. Ebenso kann er eine beträchtliche Geldsumme verlangen oder Ratschläge für die Suche nach Ciri (sofern das Hauptspiel zu diesem Zeitpunkt noch nicht beendet wurde). Geralt kann aber auch einschreiten, und zusätzlich seine eigene Seele in die Waagschale werfen. Gaunter stellt Geralt dann ein kniffliges Rätsel in der Spiegelwelt. Schafft Geralt dies unter vorgegebener Zeit, sind beide Seelen gerettet, scheitert er, beide verloren. Nach der Rettung erhält Olgierd seine Sterblichkeit und seine Emotionen wieder. Sofort bereut er seine vergangenen Taten und Fehler, den Tod von Iris. Zum Dank schenkt er Geralt ein wertvolles Schwert aus Familienbesitz und möchte ein neues Leben beginnen.

## Synchronisation
| Rollenname          | Synchronsprecher/in |
| ------------------- | ------------------- |
| Geralt von Riva     | Markus Pfeiffer     |
| Shani               | Fabienne Hesse      |
| Olgierd von Everec  | Maximilian Hilbrand |
| Gaunter O'Dim       | Hans Bayer          |
| Vlodimir von Everec | Sascha von Zambelly |
| Iris von Everec     | Ela Paul            |
| Vimme Vivaldi       | Karl-Heinz Herber   |
| Horst Borsodi       | Josef Tratnik       |
| Ewald Borsodi       | Robert Steudtner    |

## Entwicklung und Veröffentlichung
Noch vor Veröffentlichung des Hauptspieles kündigte das Entwicklerstudio CD Projekt RED am 7. April 2015  zwei umfangreiche Erweiterungen an, neben Hearts of Stone das noch umfangreichere Blood and Wine, das am 31. Mai 2016 veröffentlicht wurde. Hearts of Stone erschien erstmals am 13. Oktober 2015 als Download. In Deutschland wurde exklusiv bei Media Markt und Saturn, eine limitierte Version in einer Schachtel verkauft, die neben dem Download-Code zwei Kartendecks des beliebten Kartenspiels „Gwint“ enthält. Die am 30. August 2016 erschienene Game-of-the-Year-Version enthält dabei auch Hearts of Stone, wie alle anderen Downloads und Erweiterungen, auf Disc.
Hearts of Stone ist nicht in die Handlung des Hauptspieles eingebettet, sondern bietet eine unabhängige Handlung. Nach Wunsch des Spielers kann es daher während des Hauptspiels oder anschließend angegangen werden. Empfohlen wird dabei ein Mindestlevel von 30. Unabhängig davon lässt sich Hearts of Stone auch alleine starten und spielen, wobei dem Spieler dann ein angepasster Charakter zugeteilt wird. Die Spielzeit des Spieles wird dabei mit mindestens zehn Stunden veranschlagt. Hearts of Stone greift Motive aus dem Froschkönig, sowie Das kalte Herz und dem polnischen Theaterstück Wesele von Stanisław Wyspiański auf. Vor allem basiert es auf dem Fauststoff, dabei speziell auf Pan Twardowski.
Noch vor Veröffentlichung dieser Erweiterung war Gaunter zu Beginn des Hauptspieles zu finden, recht beiläufig als scheinbar unwichtiger Nebencharakter und Tavernengast. In Hearts of Stone erwähnt Gaunter gegenüber Geralt, stets ein Auge auf ihn zu haben. Tatsächlich rief CD Projekt RED einen Wettbewerb aus, wobei Spieler Bildschirmfotos einsenden sollten, jedes Mal, wenn Gaunter dabei zu sehen ist. Zu gewinnen gab es eine Replika eines Hexerschwertes, jedoch konnte kein Spieler diese Aufgabe lösen und Gaunter bei jedem seiner Auftritte erblicken. Dieser erschien oft nur im Hintergrund, als scheinbar unbeteiligter Passant, Bauer oder als redanischer Soldat.

## Kritiken
Wie bereits beim Hauptspiel, fielen auch bei Hearts of Stone die Kritiken durchweg sehr wohlwollend aus.

„Eine spannende Story, tolle Charaktere, knackige Bosse, ordentlicher Umfang, Sex, Gewalt und viel Humor. Hearts of Stone ist damit ein Pflichtkauf für alle, die von The Witcher 3 nicht genug bekommen können. CD Projekt strickt eine schlüssige und abwechslungsreiche Story rund um Geralts Misere, die mit frischen Ideen und Locations punkten kann. Kämpfe gegen Riesenfrösche, nächtliche Raubzüge, ausgewachsene Geiseldramen, Geisterhäuser und sogar ein Abstecher in ein magisches Gemälde stehen auf dem Programm - alles mit der gleichen Sorgfalt in Szene gesetzt wie schon im Hauptspiel. Das Gleiche gilt auch für die vielschichtigen Charaktere und die cleveren, wenn auch hier und da etwas ausufernden Dialoge - wer The Witcher 3 für seine Geschichten mochte, sollte Hearts of Stone nicht verpassen!“

„Hearts of Stone zeigt eindrucksvoll, dass selbst ein zehn Euro billiger DLC ein spannendes Abenteuer liefern kann. (...) Vor allem lebt Hearts of Stone aber von seinen Geschichten, seinen Quests, und der enormen Abwechslung, mit der es beides füllt. Im Lauf der zehnstündigen Story erlebe ich Abenteuer, die unterschiedlicher kaum sein könnten, von der brüllend komischen Hochzeitsfeier bis zum bedrückenden Trip durch ein Spukhaus. Gemeinsam haben sie allein, dass sie erstklassig gemacht sind.“

„Man merkt Hearts of Stone an, dass die Entwickler einiges gelernt und mehr Ruhe bei der Entwicklung hatten. Zwar umfasst die Erweiterung „nur“ etwa zehn bis zwölf Stunden, aber die sind derart abwechslungsreich und originell im Rahmen der tollen Story, dass andere Entwickler daraus vermutlich gleich mehrere Spiele machen würden. Auch wirken die Charaktere noch ausgefeilter, die Dialoge geschliffener und die Inszenierung schöner als im ohnehin schon grandiosen Hauptspiel. (...) CD Projekt RED liefert uns für weniger als 10 Euro eine wunderbare, abwechslungsreiche Geschichte mit vielen Facetten. Düstere, atmosphärische Passagen wechseln mit skurrilem Humor, rabiater Action und Entscheidungen weit jenseits jeglichen Schwarz-Weiß-Denkens. (...). Einfach geil.“